# Neckargemünd
Neckargemünd est une ville de Bade-Wurtemberg (Allemagne), située dans l'arrondissement de Rhin-Neckar, dans l'aire urbaine Rhin-Neckar, dans le district de Karlsruhe.

## Jumelages
- Évian-les-Bains (France) depuis 1970
- Missoula (États-Unis) depuis 1993
- Jindřichův Hradec (Tchéquie) depuis 1996